# Sigeberto II de Austrasia
Sigeberto II (601-18 de octubre de 613) fue rey de Austrasia y Borgoña. Era hijo bastardo de Teoderico II.

## Biografía
Sigeberto tenía 12 años cuando accede al trono  a la muerte de su padre, en medio de las conspiraciones de su bisabuela, Brunegilda, ya de 70 años, quien ejerce su segunda regencia apoyada por los Mayordomos de palacio y se proclama soberana de los dos reinos.
Brunegilda hizo ejecutar a grandes aristócratas, buscando romper la tradición franca e imponer el derecho de primogenitura en la sucesión real. Pero la nobleza de Austrasia dirigida por el Mayordomo de palacio de Austrasia, Pipino de Landen, y por el obispo de Metz, Arnulfo, la rechazó y acordó una alianza con Clotario II de Neustria quien, a invitación de ambos, invadió militarmente el reino de Austrasia. El Mayordomo de palacio austrasiano Warnacario termina aliándose con Clotario II. Cuando Clotario II lanzó un ataque contra Austrasia, Brunegilda fue traicionada por Warnacario y por el ejército austrasiano que, dirigido por los aristócratas, se niega a luchar. Clotario II derrota fácilmente a Brunegilda y a Sigeberto II en el año 613.
Brunegilda, al verse sin apoyo militar, buscó la ayuda de las tribus germánicas que vivían a orillas del Rin, pero en su huida fue descubierta y apresada en Orbe por Herbon, un terrateniente que en teoría le debía fidelidad pero que la entregó a Clotario II. Fue sometida a juicio en Renève, donde se la responsabilizó de la muerte de muchas personas importantes; varias de esas muertes, en realidad, habían sido asesinatos ordenados por Fredegunda, la madre de Clotario II, y dos por Clotario II mismo.
La reina Brunegilda murió ajusticiada el 13 de octubre de 613 y solo cinco días después Sigeberto fue asesinado, de forma que Clotario II aseguraba su legitimidad al trono al no tener rivales. 
| Predecesor: Teodorico II | Rey de Austrasia y Borgoña 613 | Sucesor: Clotario II (Rey de los francos) |